# Jade Cargo
Jade Cargo was een Chinese luchtvaartmaatschappij die zich richtte op het transporteren van vracht.

## Geschiedenis
Jade Cargo International Company Ltd., zoals de maatschappij volledig heet, werd opgericht in oktober 2004. Het was een joint venture tussen Shenzhen Airlines (51%), Lufthansa Cargo AG (25%) en het Duitse DEG-Deutsche Investitions- und Entwicklungsgesellschaft mbH (24%). Het hoofdkwartier bevond zich in Shenzhen (SZX) in de provincie Guangdong in China. De maatschappij voerde in 2011 haar laatste vlucht uit en hield op te bestaan in 2012.

## Bestemmingen
Als eerste bestemmingen vloog Jade Cargo sinds 5 augustus 2006 op Luchthaven Schiphol alsook Seoul. Verdere bestemmingen zijn onder andere Chengdu, Shanghai, Tianjin, Osaka, Brescia, Barcelona, Luxemburg, Frankfurt am Main, Lahore, Karachi, Stockholm en Wenen.

## Vloot
De vloot van Jade Air Cargo. (september 2011)
Boeing
- 6 Boeing 747-400ERF